# Bratronice (Boêmia do Sul)
Bratronice é uma comuna checa localizada na região da Boêmia do Sul, distrito de Strakonice.